# Dieter Ruthenberg
Dieter Ruthenberg (* 31. August 1939 in Koldenhof) ist ein ehemaliger deutscher Radrennfahrer sowie ehemaliger im Radsport tätiger Sport-Physiotherapeut.

## Sportliche Laufbahn
Ruthenberg war im Straßenradsport und im Querfeldeinrennen (heutige Bezeichnung Cyclocross) aktiv. Er startete ab 1960 für den SC Dynamo Berlin. Mit dem Radsport begann er 1956 und fuhr zunächst Querfeldeinrennen. Hierin war er bis zum Ende seiner Laufbahn mehrfach erfolgreich. Nach dem Gewinn der Berliner Meisterschaft im Querfeldeinrennen 1961 sowie einigen weiteren Erfolgen wurde er in die Nationalmannschaft der Querfeldeinfahrer zur Vorbereitung auf die Cyclocross-Weltmeisterschaften 1961 berufen. Für die Weltmeisterschaft konnte er sich jedoch nicht qualifizieren, es starteten Werner Kleinig, Wilhelm Klink, Gustav Peuker und Wolfgang Stamm für die DDR.
Im gleichen Jahr gewann er das Saisonauftaktrennen Berlin–Angermünde–Berlin vor seinem Vereinskameraden Alex Fessler, gewann eine Etappe der Ostsee-Rundfahrt und wurde Zweiter in deren Gesamtwertung, Dritter im Rennen Quer durch das Oderbruch und bei der DDR-Rundfahrt 1961 51. der Gesamtwertung.
Nach seiner aktiven Laufbahn war Ruthenberg zunächst Verkehrspolizist und machte in den 1960er Jahren eine Umschulung zum Sport-Physiotherapeuten. Er war in seinem Verein und für die Nationalmannschaft der DDR tätig, einige Zeit auch für die Auswahl der Ruderer.
Zu breiterer Bekanntheit kam er durch seine Tätigkeit als Masseur und Physiotherapeut im Radsportteam T-Mobile, wo er neben anderen Radrennfahrern auch Erik Zabel und Jan Ullrich betreute. In dieser Funktion wirkte er in dem Dokumentarfilm Höllentour von Pepe Danquart über die Tour de France 2003 mit.
Ruthenberg war Brillenträger und erhielt wegen seiner starken Brillengläser den Spitznamen „Eule“. 2008 wurde Ruthenberg mit Vorwürfen einer möglichen Zusammenarbeit mit der Staatssicherheit der DDR konfrontiert. Er wies die Vorwürfe zurück.